# Дело Светланы Гоголевской
Дело Светла́ны Гоголе́вской («Дело учительницы») — судебное дело московской учительницы Светланы Валерьевны Гоголевской, обвинённой в оскорблении и избиении школьника-азербайджанца в октябре 2008 года и оправданной апелляционным судом в январе 2009 года.
Так же, как дело Иванниковой и убийство Анны Бешновой, вызвало широкий общественный резонанс, в том числе в связи с обсуждением межнациональных отношений в России и коррупции в российской школе.

## Предыстория конфликта
Светла́на Вале́рьевна Гоголе́вская (1968 г.р.) окончила Московскую консерваторию по классу фортепиано, затем аспирантуру по классу концертмейстерства, в 1992—1994 выступала с концертами, затем работала в Центре творческого развития и гуманитарного образования детей «Лидер» Юго-Западного окружного управления образования Департамента образования г. Москвы. Была одним из концертмейстеров мюзикла «Норд-Ост».
Её сын Александр родился в 1994, он является инвалидом из-за перенесённой болезни Пертеса (разрушение тазобедренного сустава). Он учился в английской спецшколе № 1264 на Ленинском проспекте, д. 93а. В сентябре 2007 Светлана Гоголевская в качестве дополнительной работы устроилась учительницей музыки в ту же школу («Я не очень хотела идти работать туда. Но были очень нужны деньги после очередной Сашкиной операции»).
В одном классе с Александром учился Камра́н Шукюр-оглы Тагизаде, азербайджанец, сын Шукю́ра Азиз-оглы Таги́ева — владельца крупной овощной компании (по другим данным, учредитель и директор ООО «Дженнет»). Александр и Камран не ладили друг с другом, между ними нередко происходили ссоры.

## Конфликт в школе
В ноябре 2007, проверяя контрольную работу 5-го класса, Светлана Гоголевская поставила четвёрку ученице Тагиевой (сестре Камрана), не справившейся с заданием. Через день директор школы Виктор Евгеньевич Киселёв попросил исправить оценку на пятёрку («Тагиевым меньше пятёрки ставить нельзя!»). Это произошло после визита к директору отца девочки Шукюра Тагиева. Тагиев также запретил дочери ходить на уроки музыки.
После этого сын Тагиева Камран вместе со своими друзьями Сергеем, Савелием и Рамзаном начал издеваться над сыном Гоголевской Александром (на тот момент они учились в 7-м классе). Издевательства продолжались и в следующем году. В субботу, 17 мая 2008 после урока граждановедения Камран (который занимался в секции каратэ) несколько раз ударил Александра в голову и в живот. Александру стало плохо, он позвонил матери и попросил забрать его. Когда Светлана Гоголевская приехала в школу, Камран нагрубил ей («Я здесь хозяин — я сделаю так, что ни его, ни тебя здесь не будет. Пошла отсюда, дура!»). Она вызвала «скорую помощь», Александр был госпитализирован с сотрясением мозга и провёл шесть дней в больнице; после побоев у него сильно снизилось зрение.
Светлана ушла из школы и перевела в другую школу сына. Камрана как несовершеннолетнего (на тот момент ему исполнилось 13 лет) поставили в школе на учёт. Однако дело на этом не кончилось, и 26 августа 2008, вернувшись с дачи, Светлана обнаружила повестку в суд по обвинению в оскорблении и нанесении побоев Камрану.

## Ход обвинительного процесса
Суд продолжался с 3 сентября по 9 октября 2008, он проходил в мировом суде судебного участка № 215 Ломоносовского района г. Москвы (судья — Рябикина Е. В., представитель истца — Крутовский Г.С.). Светлана Гоголевская обвинялась по двум уголовным статьям — ст. 116 ч. 1. (нанесение побоев) и ст. 130 ч. 1 (оскорбление чести и достоинства). Истец утверждал, что во время встречи с Камраном в школе Светлана подошла к нему и сказала: «чёрный, подлый, кавказец, понаехали, вас надо выгнать из Москвы, так как вы нерусские, тупой, дурак, дебил», а затем дала ему пощёчину и подзатыльник. В своём заявлении Тагиев утверждал, что Гоголевская давно преследовала его сына, движимая в том числе и национальной ненавистью. Свидетелями со стороны истца выступали Сергей М. и Савелий П., а также водитель семьи Тагиевых Ю.Е. Борисов. Свидетелями со стороны обвиняемой выступили знакомая Светланы Н.А. Гусь и учительница английского языка Т.Ю. Тягунова.
Стороны не пошли на примирение. Светлана Гоголевская была признана виновной по всем статьям и обязана была выплатить 4 тысячи рублей штрафа и 1 тысячу рублей компенсации за моральный ущерб потерпевшему.
16 октября 2008 была подана апелляция.

## Реакция общественности
Дело Светланы Гоголевской широко освещалось в СМИ и вызвало бурное обсуждение в блогах. Серия публикаций о конфликте появилась в газете «Комсомольская правда» (с изменением имён участников).
Передача, посвящённая делу Светланы Гоголевской, должна была состояться 3 декабря 2008 в ток-шоу «Пусть говорят» на Первом канале российского телевидения; однако перед самым показом она была снята с эфира без объяснения.

## Ход апелляционного процесса
Апелляционный суд начался 8 декабря 2008 в Гагаринском районном суде. Судья — Л. А. Звягина, адвокаты В.А. Бек (в защиту подсудимой), В.В. Беляев (представитель потерпевшего). Были выслушаны Гоголевская и Тагиев, свидетели Ремизова (завуч школы) и Черненко (учительница, 17 мая исполнявшая в школе обязанности дежурного администратора).
На заседании 17 декабря 2008 в суде допрашивались свидетели-школьники.
На заседании 21 января 2009 допрашивались свидетели и состоялись прения сторон.
22 января 2009 был вынесен приговор: Гагаринский районный суд города Москвы признал Светлану Гоголевскую невиновной во всех предъявленных ей обвинениях. Такой исход дела стал достаточно неожиданным для современной России, поскольку суды (не считая суда присяжных) крайне редко выносят оправдательные приговоры, а суд высшей инстанции редко полностью отменяет вынесенный обвинительный приговор.

## Кассационный суд и гражданский иск
После процесса Ш. Тагиев подал кассационную жалобу, указав на то, что в процессе были допущены формальные нарушения УПК.
Светлана Гоголевская также подала на Ш. Тагиева гражданский иск о возмещении ущерба, причинённого здоровью её сына в результате избиения.
13 марта 2009 года на Первом канале всё же было показано записанное ранее ток-шоу Андрея Малахова «Пусть говорят» (программа называлась «Неправильный акцент»). В передаче участвовали Светлана Гоголевская и Шукюр Тагиев, а также водитель Тагиевых Юрий Борисов, знакомый Светланы Михаил Гнесин, классный руководитель Надежда Мухина, начальник окружного управления образования Ольга Сусакова и другие. В роли экспертов, обсуждавших проблему, выступили депутат Госдумы Игорь Баринов, заслуженный учитель Майя Пильдес, главный редактор журнала «GQ» Николай Усков.
В марте 2009 года Мосгорсуд отправил дело на пересмотр, усмотрев процессуальные нарушения в суде, на котором Светлана Гоголевская была оправдана.
В мае 2009 года кассационный суд вновь полностью подтвердил её невиновность.